# Zentrum für Komparative Theologie und Kulturwissenschaften
Das Zentrum für Komparative Theologie und Kulturwissenschaften (ZeKK) wurde im November 2009 als eine interdisziplinäre Forschungseinrichtung an der Universität Paderborn gegründet. Der Grundgedanke ist die Zusammenarbeit unterschiedlicher Theologien und Kulturwissenschaften in einem Forschungsverbund, die sich im Diskurs als gleichberechtigte Partner durch ihre unterschiedlichen Perspektiven, Erfahrungen und Methoden bereichern.

## Organisation
Das ZeKK ist breit in der Fakultät für Kulturwissenschaften der Universität Paderborn verankert. Neben den Instituten für Evangelische und Katholische Theologie auf theologischer Seite unterstützen seit ihrer Gründung auch das Pnina Navè Levinson-Seminar für Jüdische Studien und das Paderborner Institut für Islamische Theologie (PIIT) die Arbeit des ZeKK sowie fast alle vertretenen Kulturwissenschaften.
Ein Schwerpunkt im ZeKK ist der Dialog zwischen Christentum, Islam und Judentum. Zudem besteht ein Angebot zu den Buddhismus-Studien und anderen Weltreligionen als dialogische Gesprächspartner. So besteht eine Kooperation mit dem EKŌ-Haus der Japanischen Kultur in Düsseldorf.
Das ZeKK wird von der örtlichen Wirtschaft unterstützt, etwa durch den Verein „Paderborn überzeugt“ als Förderer des wirtschaftlichen und kulturellen Stadtgeschehens. Es ist überregional mit den verschiedenen Religionsgemeinschaften vernetzt (z. B. über das Paderborner Forum der Religionen und die „Schura Paderborn“, den Dachverband von Vertretern der muslimischen Verbände in Paderborn).
Das ZeKK wird von einem Vorstand geleitet und von einer Geschäftsführung betreut. Von 2009 bis 2021 war der katholische Theologe und Wegbegründer Klaus von Stosch Vorsitzender des ZeKK, der nach seinem Wechsel zur Universität Bonn das dort ansässige International Center for Comparative Theology and Social Issues (CTSI) gründete. Seit 2021 ist der islamische Theologe Zishan Ghaffar Vorsitzender des ZeKK.

## Ziele
Die Forschungseinrichtung setzt sich im Sinne des Ansatzes der komparativen Theologie für die Förderung der Dialogfähigkeit der Religionen und für die Entwicklung eines wertschätzenden Umgangs miteinander ein. Das Gespräch der Religionen und Theologien ist dabei der Vernunft verpflichtet und will emanzipatorische Potenziale für unsere demokratischen Systeme freisetzen, den sozialen Zusammenhalt im Einsatz für Benachteiligte stärken und die Fähigkeit zum friedlichen Zusammenleben fördern.
Die Zusammenarbeit von Wissenschaftlern ermöglicht es, die theologischen Ansichten verschiedener Religionen in einen Dialog zu bringen und sie auf eine neue dialogfähige Art und Weise zu betrachten. Das ZeKK verfolgt daher das zentrale Ziel, den Beitrag der jeweiligen Religionen und die Wechselwirkungen verschiedener Disziplinen für unsere Gesellschaft herauszuarbeiten. Zu diesem Zweck organisiert das ZeKK-Forschungskooperationen, dialogische Co-Teaching-Seminare, Sommerschulen, Studienreisen, Ringvorlesungen, Podiumsdiskussionen und internationale Konferenzen.
Zugleich legt es einen großen Wert auf den Wissenstransfer in die Gesellschaft. Das ZeKK wirkt stark in die Paderborner Zivilgesellschaft hinein. Dazu zählen neben interreligiösen Veranstaltungen wie Podiumsdiskussionen oder Lesungen in der Innenstadt auch stadtöffentliche Ringvorlesungen, die über die zentrumseigenen sozialen Medien angekündigt werden. Das ZeKK betreibt unter Mitarbeit aller Mitglieder einen gemeinsamen Blog sowie das Interviewformat „ZeKK live – 45 Minuten mit …“ mit Gästen des öffentlichen Lebens aus Religion, Politik und Gesellschaft.

## Studium
Seit dem Wintersemester 2009/2010 ist es möglich, das Fach „Komparative Theologie der Religionen“ im Zwei-Fach-Bachelor-Studiengang an der Universität Paderborn zu studieren. Seit dem Wintersemester 2014/2015 gibt es den darauf aufbauenden Masterstudiengang „Theologien im Dialog“ als Anteilsfach im Rahmen des Zwei-Fach-Master-Studiengangs „Kultur und Gesellschaft“. Den Studierenden ist es möglich, die Studienanteilsfächer mit verschiedenen Schwerpunkten zu absolvieren oder Zertifikate in theologischer Dialogkompetenz zu erwerben.
Lehramtsstudierende der Theologie profitieren ebenfalls, indem sie Lehrveranstaltungen anderer theologischer Disziplinen besuchen und so als Multiplikatoren des konzeptionellen Gedankens der komparativ-theologischen Dialogfähigkeit an Schulen wirken.

## Konzept
Komparative Theologie bedeutet, interreligiösen Dialog aus der Binnenperspektive der Religionen heraus zu führen. Es ist das Anliegen des ZeKK, Theologen auf wissenschaftlicher Basis über konkrete Themen miteinander ins Gespräch zu bringen. Auf diese Weise steht das gemeinsame Arbeiten an einer Thematik im Vordergrund und die Möglichkeit, voneinander lernen, aber auch Unterschiede anerkennen und respektieren zu können. Darin unterscheidet sich der Ansatz der komparativen Theologie von dem Ansatz der Vergleichenden Religionswissenschaft, in der Religionen aus der Außensicht heraus verglichen werden. Durch die Integration kulturwissenschaftlicher Aspekte und Perspektiven wird der Ansatz der komparativen Theologie insofern erweitert, als dass auch gesellschaftliche und kulturelle Themenfelder verstärkt in den Fokus gerückt werden und so Wechselwirkungen aufgedeckt werden können. Auf diese Weise entwickeln sich die im ZeKK verbundenen Theologien der verschiedenen Religionen in einer fruchtbaren Spannung von Außen- und Innenperspektiven. Die Kulturwissenschaften wenden sich sonst oft vernachlässigten religionsbezogenen Fragestellungen zu und eröffnen so neuartige religionsbezogene Forschungsfelder (z. B. Islam in der Literatur).

## Forum für Komparative Theologie
Das Forum für Komparative Theologie ist eine gemeinsame digitale Kooperationsplattform des ZeKK und des CTSI der Universität Bonn als die zentralen Standorte komparativer Theologie in Deutschland.
In gemeinsamer Wissensentwicklung und Suchbewegung werden mit Partnern aus der Welt der Religionen, u. a. dem House of One in Berlin, diverse interreligiöse Begegnungsformate sowie Lehr- und Lernmaterialien zur Verfügung gestellt. Das Forum für Komparative Theologie wird im Rahmen eines Verbundprojekts zwischen der Universität Paderborn und der Universität Bonn zum Transfer komparativer Theologie in die Gesellschaft vom Ministerium für Kultur und Wissenschaft des Landes Nordrhein-Westfalen (MKW NRW) gefördert.

## Veröffentlichungen
- Reinhold Bernhardt, Klaus von Stosch (Hrsg.): Komparative Theologie. Interreligiöse Vergleiche als Weg der Religionstheologie. Zürich 2009.
- Norbert Otto Eke und andere (Hrsg.): Das Heilige (in) der Kultur. Unverfügbarkeit – Latenz – Widmung. Paderborn 2021.
- Zishan Ghaffar: Der historische Muhammad in der islamischen Theologie. Zur Kriterienfrage in der Leben-Muhammad-Forschung (Beiträge zur komparativen Theologie, Bd. 31). Paderborn 2018.
- Jochen Schmidt, Idris Nassery (Hrsg.): Moralische Vortrefflichkeit in der pluralen Gesellschaft. Tugendethik aus philosophischer, christlicher und muslimischer Perspektive. Paderborn 2016 (Beiträge zur komparativen Theologie, Bd. 25).
- Klaus von Stosch: Komparative Theologie als Wegweiser in der Welt der Religionen. Paderborn 2012 (Beiträge zur komparativen Theologie, Bd. 6).
- Klaus von Stosch: Einführung in die komparative Theologie, Paderborn 2021.
- Muna Tatari, Klaus von Stosch (Hrsg.): Gott und Befreiung. Befreiungstheologische Konzepte in Islam und Christentum. Paderborn 2012 (Beiträge zur komparativen Theologie, Bd. 5).
- Muna Tatari, Klaus von Stosch (Hrsg.): Trinität – Anstoß für das islamisch-christliche Gespräch. Paderborn 2013 (Beiträge zur komparativen Theologie, Bd. 7).
- Muna Tatari, Klaus von Stosch: Prophetin – Jungfrau – Mutter. Maria im Koran. Freiburg 2021.